# Aşağı Kepirce, Arsuz
Kepirce là một xã thuộc huyện Arsuz, tỉnh Hatay, Thổ Nhĩ Kỳ. Dân số thời điểm năm 2011 là 930 người.